# Леопардовая гаррупа
Леопардовая гаррупа   (лат. Cephalopholis leopardus) — вид лучепёрых рыб из семейства каменных окуней (Serranidae). Распространены в Индо-Тихоокеанской области. Максимальная длина тела 24 см. Морские бентопелагические рыбы.

## Описание
Тело удлинённое, массивное, несколько сжато с боков; по бокам покрыто ктеноидной чешуёй. Высота тела меньше длины головы, укладывается 2,5—2,8 раза в стандартную длину тела (у особей длиной от 5 до 14 см). Длина головы укладывается 2,2—2,4 раза в стандартную длину тела. Межглазничное расстояние плоское. Предкрышка закруглённая, с зазубренными краями, нижний край мясистый. Верхний край жаберной крышки выпуклый. Верхняя челюсть без чешуи, её окончание заходит за вертикаль, проходящую через задний край глаза. На верхней части первой жаберной дуге 7—9, а на нижней — 15—17 жаберных тычинок. В спинном плавнике 9 жёстких и 13—15 мягких лучей; мембраны между жёсткими лучами усечены. В анальном плавнике 3 жёстких и 9—10 мягких лучей. В грудных плавниках 16—18 мягких лучей. Брюшные плавники короче грудных, их окончания не доходят до анального отверстия. Хвостовой плавник закруглённый. В боковой линии 47—50 чешуй. Вдоль боковой линии 79—88 рядов чешуи, чешуи по бокам тела без дополнительных чешуек.
Голова и тело красновато-коричневые, нижняя сторона более бледная, с многочисленными красно-оранжевыми или розовато-красными пятнами. На хвостовом стебле расположено тёмно-коричневое седловидное пятно, за которым следует аналогичное по форме, но меньшее по размеру пятно. По верхней части хвостового плавника проходит тёмно-коричневая или красноватая полоса; на нижней части плавника — менее выраженная красноватая полоса. Тёмно-коричневое пятно на заднем конце жаберной крышки. У некоторых рыб грудные плавники желтоватые.
Максимальная длина тела 24 см, масса тела — до 36 г.

## Биология
Морские бентопелагические рыбы. Обитают в богатых кораллами лагунах и на внешних склонах коралловых рифов на глубине от одного до 40 м. Ведут одиночный, скрытный образ жизни, охраняют территорию, обычно скрываются в подводных пещерах и расщелинах рифов. Питаются рыбой и ракообразными. Характеризуются медленным ростом и поздним созреванием. Протогинические гермафродиты. Продолжительность жизни 7—12 лет.

## Ареал
Распространены в Индо-Тихоокеанской области у берегов восточной Африки от Кении до 15⁰ с. ш., большинство островов Индийского океана, Вьетнам, Индонезия, Тайвань, Папуа-Новая Гвинея, северная Австралия и большинство островов западно-центральной части Тихого океана. Не обнаружены в Красном море и Персидском заливе.